# ルイ・フィリップ (フランス王)
ルイ・フィリップ1世（フランス語: Louis-Philippe Ier、1773年10月6日 - 1850年8月26日）は、オルレアン朝のフランス国王（在位: 1830年 - 1848年）。爵位はヴァロワ公爵、シャルトル公爵、ヌムール公爵、オルレアン公爵など。

## 生涯

### 生い立ち
ブルボン家の支流であるオルレアン家のルイ・フィリップ2世（フィリップ・エガリテ、フィリップ平等公）と、パンティエーヴル公爵ルイ・ジャン・マリーの娘ルイーズ・マリーの間の長男として、1773年10月6日にパレ・ロワイヤルで生まれた。洗礼式の名親には国王ルイ16世と王妃マリー・アントワネットが務めた。フランスの文筆家で教育者のジャンリス夫人が家庭教師を務め、『ブリタニカ百科事典第11版』ではルイ・フィリップがジャンリス夫人から広い知識を学び、規律正しいがけちな性格に育ったと評している。出生から1785年まで「ヴァロワ公」の称号を使い、1785年から父が死去するまで「シャルトル公」の称号を使用した。
1789年にフランス革命が勃発すると、父と同じく熱意をもって革命に参加、1790年にはまだ急進化していないジャコバン・クラブに入り、国民議会（1789年 – 1791年）での弁論にも熱心だった。シャルトル公はこのときにはすでに竜騎兵連隊の隊長だったが、1792年にフランス革命戦争が勃発すると中将としてフランス軍の北方軍に配属された。北方軍では同年9月20日のヴァルミーの戦いと11月6日のジュマップの戦いに参戦した。この時期、本国では王政廃止が宣言され、フランス第一共和政が成立していたが、シャルトル公は父のオルレアン公とともに「エガリテ」（平等公）とあだ名されるほど共和制を熱烈に支持した。しかし、父が国民公会でルイ16世の処刑に賛成票を投じたのに対し、シャルトル公はまだ19歳で被選挙権がなく、ルイ16世の処刑が決定されたときはシャルル・フランソワ・デュムリエの配下としてオランダに進軍していた。
しかしデュムリエ率いるフランス軍は1793年3月18日のネールウィンデンの戦いで敗北、デュムリエは共和政転覆のためにパリ進軍を謀り、シャルトル公もそれに同調した。この裏切りに兵士たちが憤激し、デュムリエとシャルトル公は4月5日にオーストリア軍に逃げ込むことを余儀なくされた。以降20年ほど外国を転々とした亡命生活がはじまった。ひとまずは妹ルイーズ・マリー・アデライードとともにスイスに行き、仮名を使ってライヒェナウで教師を数か月務めた。

### 王政復古まで
1793年11月に父が処刑されると、シャルトル公はオルレアン公位を襲爵、オルレアニストの中心人物になった。1795年にはデュムリエとともにハンブルクに向かった。デュムリエはオルレアン公を王位につけようとしたが、オルレアン公は慎重に行動し、アメリカ合衆国に行く予定であると発表しつつ、フランスの情勢の改善を期待して予定を遅らせ、代わりにスカンディナヴィア諸国に向かった。1796年に総裁政府がそれまで投獄していたオルレアン公の母と弟2人を釈放し、その代償としてオルレアン公がアメリカに向かうと打診すると、オルレアンはそれに応じてアメリカに向かい、10月にはフィラデルフィアに着いた。1797年2月には弟モンパンシエ公アントワーヌ・フィリップとボージョレー伯ルイ・シャルルが合流してきた。以降3人は1799年までニューイングランド、五大湖、ミシシッピ川流域を旅し、1799年11月のブリュメール18日のクーデターの報せが届くとヨーロッパに戻ることを決めた。
3人は1800年初にヨーロッパに着いたが、このときにはナポレオン・ボナパルトが権力を掌握しており、オルレアン公はデュムリエの助言を容れて2月にアルトワ伯シャルル（のちの国王シャルル10世）に会い、アルトワ伯の仲介で亡命中のルイ18世と和解した。ただし、コンデ公ルイ5世ジョゼフの軍勢に合流することは最後まで拒否した。その後、オルレアン公は1807年まで弟2人ともにロンドン近郊のトゥイッケナムに住んだ。
モンパンシエ公は病気ののち、1807年5月18日に療養地で死去した。ボージョレー伯も同じ病気を患い、オルレアン公はボージョレー伯を療養のためにマルタに連れていったが、ボージョレー伯は1808年5月29日に同地で死去した。オルレアン公は続いてナポリ王フェルディナンド4世の招請を受けてパレルモを訪問、1809年11月25日にフェルディナンド4世の娘マリーア・アマーリアと結婚した。以降1814年にナポレオンが退位するまでシチリア島に留まった。
ナポレオンの退位とともにフランスに戻ったオルレアン公はルイ18世に歓迎され、オルレアン公家の領地を取り戻した上、自身の財政の手腕で富を蓄積、1821年に母が死去した時点で財産が800万ポンド（2021年時点の£725,553,191と同等）に上った。しかし復古王政期の政界では反動政治が主流であり、野党の自由主義者に同情的なオルレアン公は疑いの目で見られ、実際に1815年秋に貴族院での行動により一度イングランドのトゥイッケナムに2年間追放された。一方で一介のブルジョワのように子女を公立学校に送ったことで中流階級の人気を得て、パリにあるオルレアン公の宮殿パレ・ロワイヤルは中流階級政治家のたまり場になった。

### 7月王政
1830年の7月革命でブルボン朝の復古王政が倒れたとき、オルレアン公は表に出ず慎重に行動し、ヌイイ＝シュル＝セーヌ、ついでル・ランシーに避難した。そして、アドルフ・ティエールが共和制はフランスをヨーロッパ全体と敵対させ、オルレアン公は「革命の精神に忠実なプリンス」として、フランスが望む「市民の王」になれると主張すると、オルレアン公はティエールとジャック・ラフィット率いる代表団の招請を受けて、7月30日にパリに戻り、代議院より王国総代理官に任命された。さらに31日にはトリコロールのスカーフをつけて、共和派の本拠地であるパリ市庁舎に行進、そこでジルベール・デュ・モティエ・ド・ラ・ファイエットに歓迎された。『ブリタニカ百科事典第11版』はこれを共和派が共和政設立が現実的に不可能だったと認め、民意に基づく君主制を受け入れるジェスチャーであると評した。フランス王シャルル10世はオルレアン公を王国総代理官に指名し、王位を孫のシャンボール伯に譲った上でオルレアン公を摂政に任命したが、代議院は8月7日にシャルル10世の廃位を可決し、オルレアン公ルイ・フィリップを「フランス人（フランス国民）の王」（roi des Français）と宣言した。

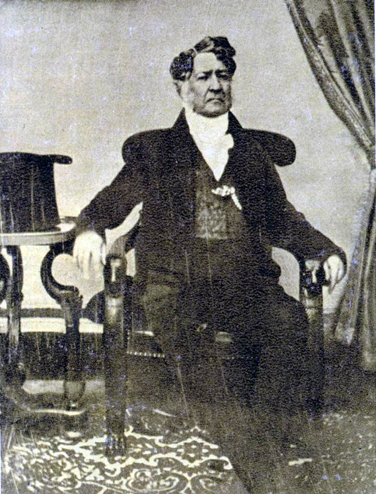
ルイ＝フィリップ1世
（1842年撮影）

国王となったルイ・フィリップ1世は馬車から王権の象徴であるフルール・ド・リスを消し、自身の宮殿であるパレ・ロワイヤルを一般公開することで民主主義者を宥和し、一方で諸外国には革命的でない面を強調して自身の政権を承認させた。1831年に保守派のカジミール・ピエール・ペリエ内閣が成立すると、ルイ・フィリップ1世は「フランスは君主が国に属すると望んだが、無力にすることは望んでいない」と宣言し、王権の象徴として王家をテュイルリー宮殿の公邸に移した。1832年の六月暴動など共和主義者、社会主義者による蜂起が頻発したこともルイ・フィリップ1世に有利に働き、ルイ・フィリップ1世は中流階級の守護者としてのイメージを強化することができた。議会選挙が制限選挙で中流階級以上しか投票できなかったため、ルイ・フィリップ1世は国内の地位が強固であると考え、政策がだんだんと反動的に傾いていった。
外交では王家間の婚姻で地位を保ち、娘ルイーズ＝マリーがベルギー国王レオポルド1世と結婚していたため、イギリス（レオポルド1世の1人目の妻がイギリス王女で、イギリスのヴィクトリア女王の夫アルバートはレオポルド1世の兄の息子にあたる）と良好な関係を保った。2度のエジプト・トルコ戦争では対立したが、1841年のロンドン海峡協定で仏英関係が改善、ヴィクトリア女王と夫アルバートが1843年と1845年にウー城を訪問、ルイ・フィリップ1世が1844年にウィンザー城を訪問したことは仏英友好の象徴となった。しかしこの友好関係もルイ・フィリップ1世がスペイン女王イサベル2世の結婚問題に介入して、スペインでの影響力を強めようとしたことで終わりを告げ、スイスの分離同盟戦争で保守派を支持しようとしたことで大衆の支持も失った。そして、1848年の2月革命でパリ市民が蜂起すると、ルイ・フィリップ1世は味方がまったくいない状況に直面してしまった。そして、1848年2月24日に七月王政が倒れ、フランス第二共和政が成立した。

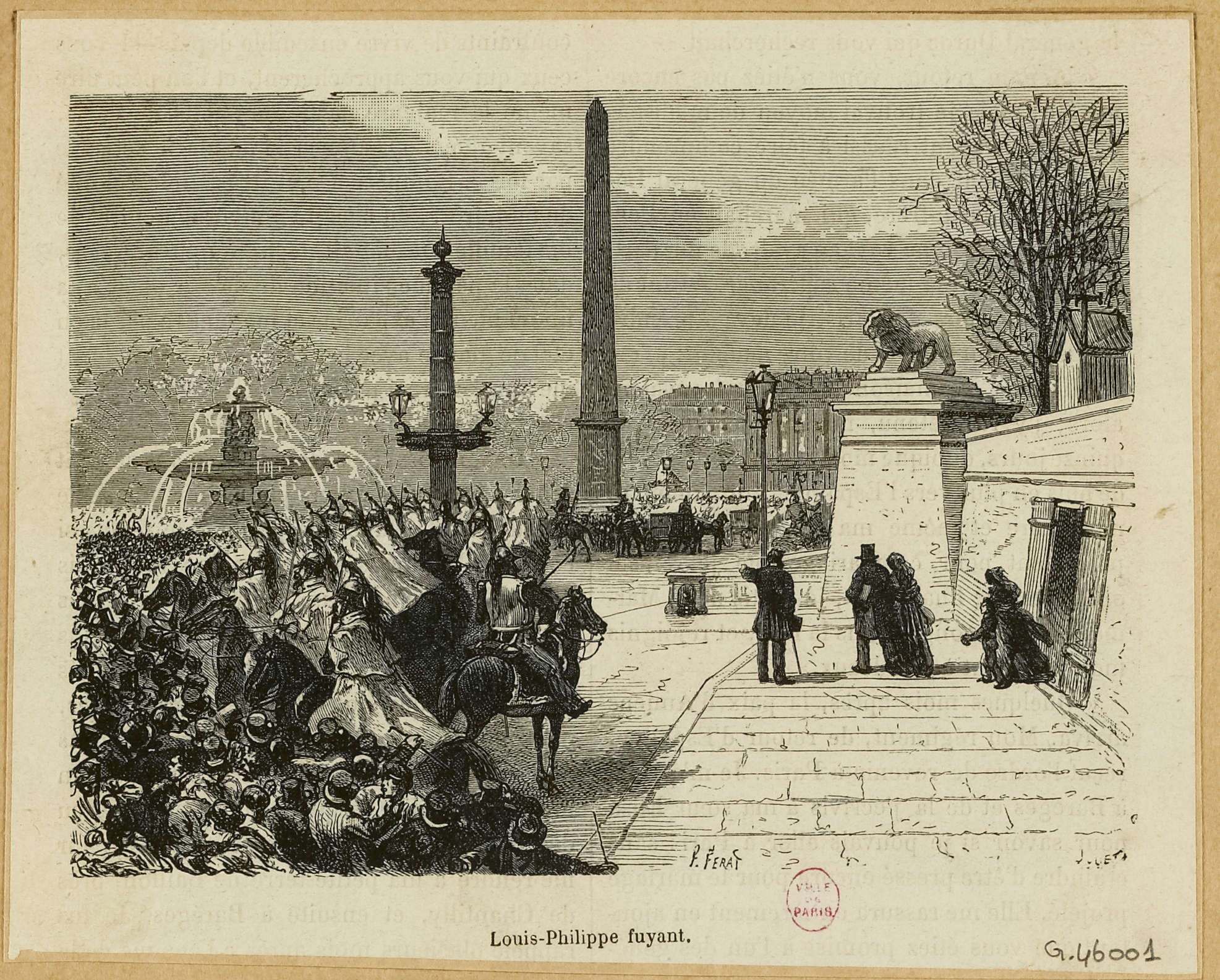
フランスから脱出するルイ
（1848年の版画、ジュール・フェラ画）

シャルル10世が退位したときに衛兵を連れて撤退したのに対し、ルイ・フィリップ1世はテュイルリー宮殿の裏門から脱出、変装してオンフルールまで逃げた後、ル・アーヴルでイギリス領事の助けを借りて「スミス夫婦」（Mr and Mrs Smith）として船でフランスを脱出、イギリスのニューヘイブン港に着いた。イギリスではヴィクトリア女王からクレアモントの居館をあてがわれ、ヌイイ伯爵夫婦（Neuilly）の仮名で余生を過ごし、1850年8月26日にクレアモントで死去した。

## 人物
治世下では「株屋の王」と揶揄されただけでなく、顔の容姿から「梨王」ともよばれた。
オノレ・ドーミエの風刺画にも、洋梨を模した顔の顔が描かれている。

## 栄典
- ガーター勲章 - 1844年10月11日[4]

ルイ・フィリップ1世の王旗
ルイ・フィリップ1世の紋章

## 子女
第一帝政期の1809年11月15日に、ナポリ国王フェルディナンド4世（後の両シチリア国王フェルディナンド1世）の娘マリア・アマリアと結婚した。2人は6男4女を儲けた。
- フェルディナン・フィリップ（1810年 - 1842年） - オルレアン公爵[1]
- ルイーズ＝マリー（1812年 - 1850年） - 1832年、ベルギー国王レオポルド1世と結婚[5]
- マリー（1813年 - 1839年） - 1837年、ヴュルテンベルク公アレクサンダーと結婚[5]
- ルイ（1814年 - 1896年） - ヌムール公爵[5]
- フランソワーズ（1816年3月 - 1818年[5]）
- クレマンティーヌ（1817年 - 1907年） - 1843年、アウグスト・フォン・ザクセン＝コーブルク＝ゴータと結婚[5]。ブルガリア国王フェルディナントの母
- フランソワ（1818年 - 1900年） - ジョアンヴィル公爵[5]
- シャルル（1820年1月1日 - 1828年7月25日） - パンティエーヴル公爵[5]
- アンリ（1822年 - 1897年） - オマール公爵[5]
- アントワーヌ（1824年 - 1890年） - モンパンシエ公爵[5]

## 脚註
1. 1 2 3 4 5 6 7 8 9 10 11 12 13 14 15 16 17 18 19 20 21 22 23 24 25 26 27 28 29 30 31 32 33 34 35 36 37 38 39 40 41 42 43 44 45  Phillips, Walter Alison (1911). "Louis Philippe I." . In Chisholm, Hugh (ed.). Encyclopædia Britannica (英語). Vol. 17 (11th ed.). Cambridge University Press. pp. 51–52.
2. ↑  イギリスのインフレ率の出典はClark, Gregory (2024). "The Annual RPI and Average Earnings for Britain, 1209 to Present (New Series)". MeasuringWorth (英語). 2024年5月31日閲覧。
3. ↑  Esmein, Jean Paul (1911). "France: History" . In Chisholm, Hugh (ed.). Encyclopædia Britannica (英語). Vol. 10 (11th ed.). Cambridge University Press.
4. ↑  "No. 20394". The London Gazette (英語). 15 October 1844. pp. 3513–3515.
5. 1 2 3 4 5 6 7 8 9 10 11  Hiort-Lorenzen, Hans Rudolf (1871). Généalogie des maisons princières regnantes dans l'Europe depuis le congrès de Vienne en 1815, suite des tables généalogiques par la reine Marie-Sophie-Frédérique de Danemark (フランス語). Leipzig: Albert Fritsch. pp. 33–35.